# Občina Tabor
Občina Tabor je ena od občin v Republiki Sloveniji.
Leži na jugozahodnem, večinoma hribovitem obrobju Spodnje Savinjske doline. 

## Naselja v občini
Črni Vrh, Kapla, Tabor, Loke, Miklavž pri Taboru, Ojstriška vas, Pondor

## Znamenitosti v občini
- 906 m visok hrib z imenom Krvavica, ki je zanimiv po svoji alpski flori, čredi gamsov in tudi po tem, da v njegovih skalah gnezdi zaščiteni sokol selec. Na pobočju Krvavice je tudi rastišče tis.
- Kužno znamenje v Pondorju, ki stoji natanko na 15. poldnevniku, ki označuje srednjeevropski čas.
- Kužno znamenje na Nogradih stoji na strmi vzpetini Nogradi nad zaselkom Loke.
- Tesen Graben je hudourniška soteska
- Grad Ojstrica od katerega so ostale samo še skromne razvaline.
- Čebelarski muzej
- Stoletna Ramšakova lipa
- Spomenik sedmih glav na Presedlah

## Občinski praznik
Svoj občinski praznik praznujejo 24. aprila, kot spomin na velike kmečke upore v 17. stoletju, ki so se začeli na gradu Ojstrica.